# Fernanda Nobre
Fernanda Nobre Trancoso (Rio de Janeiro, 31 de agosto de 1983) é uma atriz brasileira.

## Biografia
Fernanda Nobre foi indicada a Melhor Atriz pelo Prêmio Shell 2016 por sua atuação no espetáculo sobre violência feminina, O Corpo da Mulher como Campo de Batalha, com texto de Matei Visniec. Atualmente está em cartaz com o espetáculo Soror com texto de Luisa Michelleti e direção de Caco Ciocler. E estreia em 2019 a peça A Desumanização, adaptação do livro de Valter Hugo Mãe com direção de José Roberto Jardim.
Começou sua carreira artística com oito anos de idade, ao participar da novela Despedida de Solteiro, de Walter Negrão, em 1992.  Foi contratada da emissora de televisão Rede Globo por doze anos, onde realizou séries e novelas, entre elas: História de Amor; Quatro por Quatro; Chico Total; A Viagem; Justiça. Ainda criança também atuou em outras emissoras como a Band na série A Guerra dos Pintos. Participou do filme italiano Butterfly, rodado no Rio de Janeiro. E do programa Conta um Conto de Bia Bedran
Na Rede Globo protagonizou durante três anos a personagem Bia, no seriado Malhação, uma menina mimada e engraçada
Em 2004, Fernanda foi contratada pela Rede Record onde  atuou na primeira novela produzida pela empresa, A Escrava Isaura, fazendo a mocinha Helena. Participou da novela Prova de Amor com a personagem Janice, uma mulher que sofre de Transtorno Obsessivo e Compulsivo. Interpretou na novela Cidadão Brasileiro de Lauro Cesar Muniz a hippie Tatiana retratando a ditadura de 1968. Viveu a ambiciosa e libertaria Lucia na novela Caminhos do Coração. Posteriormente, ela participou do spin-off da produção, Os Mutantes - Caminhos do Coração. Em 2010, Fernanda destacou-se pela Luiza em Poder Paralelo, de Lauro Cesar Muniz.
Depois de oito anos contratada da Rede Record, Fernanda migrou para trabalhos em canais de tv por assinatura. Em 2013, protagonizou a série Copa Hotel no canal GNT ao lado dos atores Maria Ribeiro e Miguel Thiré. Em 2015, atuou na primeira temporada do programa do Luiz Fernando Guimarães, Acredita na Peruca, no canal Multishow.
Em 2017, retornou a Globo, numa participação no último capítulo da novela A Lei do Amor. Em seguida participa dos dois primeiros episódios da série Prata da Casa No mesmo ano, estreou o filme “João, O Maestro” de Mauro Lima, baseado na vida do maestro brasileiro João Carlos Martins. Fez também uma participação na série Os Trapalhões.
Em 2018, retorna com um papel fixo na novela Deus Salve o Rei como a dúbia Diana, uma mulher ambiciosa.
No teatro realizou dez espetáculos, entre estes foi dirigida por Aderbal Freire Filho e João Fonseca.

## Vida pessoal
Em 2004, começou a namorar o ator Gabriel Gracindo com quem se casou em 2005, se separando em 2012. Em 2014 começou a namorar o diretor José Roberto Jardim com quem está atualmente.

## Filmografia

### Televisão
| Ano     | Título                           | Personagem                      | Notas                                                          |
| ------- | -------------------------------- | ------------------------------- | -------------------------------------------------------------- |
| 1992    | Despedida de Solteiro            | Abigail Chaddad Santarém (Bibi) |                                                                |
| 1993    | Conta um Conto                   | Clara                           | Episódio: "Tiaia"                                              |
| 1994    | A Viagem                         | Anjo                            | Episódio: "2 de julho"                                         |
| 1994    | Quatro por Quatro                | Heloísa Sodré (Lolô)            | Episódios: "1–30 de dezembro"                                  |
| 1995    | História de Amor                 | Aluna de Assunção               | Episódios: "6 de julho"                                        |
| 1999    | A Guerra dos Pintos              | Ana                             | Episódio: "13 de outubro"                                      |
| 2000–02 | Malhação                         | Beatriz Albuquerque (Bia)       | Temporadas 7–9                                                 |
| 2004    | Linha Direta                     | Elaine Maciel                   | Episódio: "Bateau Mouche"                                      |
| 2004    | A Escrava Isaura                 | Helena Cunha                    |                                                                |
| 2005    | Prova de Amor                    | Janice Luz                      |                                                                |
| 2006    | Cidadão Brasileiro               | Tatiana Perreira                |                                                                |
| 2007    | Caminhos do Coração              | Lucia Rocha                     |                                                                |
| 2008    | Os Mutantes: Caminhos do Coração | Lucia Rocha                     | Episódios: "3 de junho–8 de agosto"                            |
| 2009    | Poder Paralelo                   | Luisa Orlim Villar              |                                                                |
| 2013    | Copa Hotel                       | Antônia Dias                    |                                                                |
| 2015    | Acredita na Peruca               | Maria Eduarda (Diabo Loiro)     |                                                                |
| 2017    | A Lei do Amor                    | Gabi                            | Episódio: "31 de março"                                        |
| 2017    | Prata da Casa                    | Rosane Ribeiro                  | Episódio: "Estrelas Mudam de Lugar" Episódio: "O Homem Mofado" |
| 2017    | Os Trapalhões                    | Cliente da Loja                 | Episódio: "8 de outubro"                                       |
| 2018    | Deus Salve o Rei                 | Diana de Semineli               |                                                                |
| 2021    | Um Lugar ao Sol                  | Maria Fernanda                  |                                                                |
| 2022    | Não Foi Minha Culpa              | Valéria                         |                                                                |
| 2022    | Dates, Likes & Ladrilhos         | Scarlet                         |                                                                |

### Cinema
| Ano  | Título               | Personagem         | Nota           |
| ---- | -------------------- | ------------------ | -------------- |
| 1993 | A Flor da Pele       | Cláudia            | Curta-metragem |
| 1997 | Butterfly            |                    |                |
| 2004 | Excesso em Sequestro | Fabiana            |                |
| 2010 | Léo e Bia            | Bia                |                |
| 2017 | João, O Maestro      | Sandra             |                |
| 2018 | Possessões           | Marta / Mariazinha |                |

## Teatro
| Ano       | Espetáculos                             | Personagem       |
| --------- | --------------------------------------- | ---------------- |
| 1993      | Pollyana                                | Pollyana         |
| 1994      | Papai é Papai Noel                      | Miranda          |
| 1995      | Arraiá                                  | Nina             |
| 1997      | A Mágica Fábrica de Brinquedo           | Fada             |
| 1998      | As Alegres Comadres                     | Narrador         |
| 2005      | Beijo na Boca                           | Ruth             |
| 2011      | Linda                                   | Linda            |
| 2011      | O Gato Branco                           | Letícia          |
| 2016–17   | O Corpo da Mulher Como Campo de Batalha | Dorra            |
| 2019      | Soror                                   | Eva              |
| 2019      | A Desumanização                         | Halldora (Halla) |
| 2024-2025 | Três Mulheres Altas                     | C (a mais jovem) |

## Prêmios e indicações
| Ano  | Prêmio                                   | Categoria                | Nomeação                                | Resultado |
| ---- | ---------------------------------------- | ------------------------ | --------------------------------------- | --------- |
| 2006 | Prêmio Contigo! de TV                    | Melhor Atriz Coadjuvante | Prova de Amor                           | Indicada  |
| 2012 | Troféu Inspiração do Amanhã              | Homenagem                | Léo e Bia                               | Venceu    |
| 2016 | Prêmio Shell                             | Melhor Atriz             | O Corpo da Mulher Como Campo de Batalha | Indicado  |
| 2019 | Prêmio Aplauso Brasil[carece de fontes?] | Melhor Elenco            | A Desumanização                         | Indicado  |